# Phakisa Freeway
O Phakisa Freeway é um autódromo localizado em Odendaalsrus, na África do Sul. O circuito foi inaugurado em 1998 em substituição ao antigo Goldfields Raceway, tem um traçado oval com 2,4 km (1,5 mi) de comprimento semelhante ao Las Vegas Motor Speedway na época, e um traçado misto com 4,24 km de estensão, recebeu a MotoGP entre os anos de 1999 e 2004.